# Majuba (film)
Pour plus de détails, voir Fiche technique et Distribution.
Majuba est un film sud-africain de langue anglaise et afrikaans, réalisé par David Millin et sorti le 23 décembre 1968. Le film, inspiré d'évènements réels, est une adaptation de The Hill of doves, une nouvelle de Stuart Cloete sur la bataille de Majuba.
Le film a reçu des critiques positives et a remporté plusieurs prix dans des festivals de films internationaux.
La version originale du film au cinéma durait près de trois heures. A la demande des distributeurs, la version finale fut abrégée à 113 minutes. Les rushs ont été perdus.  

## Synopsis
Le film est consacré à l'histoire de la bataille de Majuba Hill, une défaite humiliante des Britanniques durant la première guerre des Boers.

## Genre
Le film est un récit historique concernant un événement dramatique de la première guerre des Boers.

## Fiche technique
- Producteur : Roscoe C. Behrmann et Hyman Kirstein
- Distributeur : Killarney Film Studios
- Film en couleur
- Film en langue anglaise et afrikaans
- Réalisateur : David Millin
- Scénario : David Millin
- Musique : Bob Adams et Joe Kentridge
- Editeur : Alastair Henderson
- Durée : 113 minutes
- Origine :  Afrique du Sud
- Lieux du tournage : Afrique du Sud
- Sortie en Afrique du Sud : 23 décembre 1968

## Distribution
- Roland Robinson : Dirk van der Berg
- Reinet Maasdorp : Lena du Toit
- Patrick Mynhardt : Rolf du Toit
- Siegfried Mynhardt : Philippus du Toit
- Anna Neethling-Pohl : Katryn du Toit
- Morné Coetzer : Louis du Toit
- James White : Boetie van der Berg
- Tromp Terre'blanche : Groot Dirk van der Berg
- Virgo du Plessis : Tanta Johanna van der Berg
- Thandi Brewer : Klein Johanna
- Francis Coertze : Tante Martha
- Petrina Fry : Mme Brenner
- Eric Cordell : M. Brenner
- Kerry Jordan : Col. Philip Anstruther
- Pieter Hauptfleisch : Commandant Frans Joubert
- June Neethling : Stéphanie